# 格雷戈里·贝朗热
格雷戈里·贝朗热（Grégory Béranger，1981年8月30日—）是一名法國足球運動員，擔任後衛，現時效力西乙的埃尔切。

## 外部連結
- 比蘭加檔案 （页面存档备份，存于）